# Victoria Road
Victoria Road, tegenwoordig vanwege een sponsorovereenkomst officieel London Borough of Barking & Dagenham Stadium geheten, is een voetbalstadion in Dagenham, een voorstad van Londen. De voetbalclub Dagenham & Redbridge speelt in het stadion zijn thuiswedstrijden. Het stadion heeft ruim 6000 plaatsen, waarvan 2000 zitplaatsen.
Het stadion werd geopend in 1917. In 1955 verhuisde Dagenham F.C. naar het stadion. In het kader van deze verhuizing werd een nieuwe hoofdtribune gebouwd, werd het veld opnieuw aangelegd en werd het veld volledig door staanplaatsen omringd. Het stadion veranderde nauwelijks totdat Redbridge Forest in 1990 ook van het stadion gebruik ging maken. Er werd toen een nieuwe tribune met zitplaatsen gebouwd. In 1992 fuseerden Dagenham F.C. en Redbridge Forest tot de huidige hoofdgebruiker van het stadion, Dagenham & Redbridge FC.